# The Journal of Chemical Physics
The Journal of Chemical Physics (abrégé en J. Chem. Phys.) est une revue scientifique à comité de lecture publiée depuis 1933 par l'American Institute of Physics. Cet hebdomadaire (deux volumes de 24 numéros chacun sont publiés par an) a pour objectif de présenter des articles de recherche dans le domaine de la chimie physique.
D'après le Journal Citation Reports, le facteur d'impact de ce journal était de 3,164 en 2012. L'actuelle directrice de publication est Marsha I. Lester (Université de Pennsylvanie, États-Unis). 
Directeurs de publication :
- 1933–1941 : Harold C. Urey (prix Nobel de chimie en 1934)
- 1942–1952 : Joseph E. Mayer
- 1953–1955 : Clyde A. Hutchison, Jr.
- 1956–1957 : Joseph E. Mayer
- 1958–1959 : Clyde A. Hutchison, Jr.
- 1960–1982 : John Willard Stout, Jr.
- 1983–1997 : John C. Light
- 1998–2007 : Donald H. Levy
- 2007–2008 : Branka M. Ladanyi
- depuis 2008 : Marsha I. Lester